# ジョージ・ヘンリー・トーマス
ジョージ・ヘンリー・トーマス（英: George Henry Thomas, 1816年7月31日-1870年3月28日）は、アメリカ陸軍の職業軍人であり、南北戦争のときの北軍将軍として、西部戦線の主要な指揮官の一人であった。
トーマスは米墨戦争に従軍し、バージニア人として遺産を相続したが、南北戦争のためにアメリカ陸軍に残ることを選択した。ケンタッキー州でのミル・スプリングスの戦いで北軍としては南北戦争で最初の勝利の一つを得た。さらにペリービルとストーンズリバーの戦いでは重要な部隊指揮を執った。1863年のチカマウガの戦いでは頑強に守って、北軍が完全に大崩れになるのを防ぎ、その最も有名な渾名「チカマウガの岩」を貰った。その後間もなく、第三次チャタヌーガの戦いにおけるミッショナリーリッジで劇的な突破口を開いた。1864年のフランクリン・ナッシュビル方面作戦では、ナッシュビルの戦いで南軍のジョン・ベル・フッド将軍の軍隊を打ち破り、南北戦争でも最も決定的な勝利の一つを成し遂げた。
トーマスは南北戦争でかなりの功績を挙げたが、ユリシーズ・グラントやウィリアム・シャーマンのような同時代人ほど歴史的な称賛は得られなかった。自己宣伝を避け、正当だと考えない時は昇進を辞退するようなのんびりで慎重な将軍としての評判を取った。戦後、その功績を宣伝するような回顧録を書かなかった。グラントとは人間関係もうまく行かず、グラントが昇進して最終的にアメリカ合衆国大統領にまでなったのに対しまずい結果になった。

## 初期の経歴
トーマスはバージニア州サウサンプトン郡で、ノースカロライナ州までは8キロメートルしか離れていないニューサムズデポで生まれた。
1831年、ナット・ターナーの奴隷反乱のためにトーマスはその姉妹や未亡人になっていた母と共に家から逃げ出し近くの森に隠れることを余儀なくされた。
1840年にアメリカ陸軍士官学校を卒業し、フロリダ州でのセミノール族インディアンとの戦争（1841年）、および米墨戦争ではブラウン砦、レサカ・デ・ラ・パルマ、モンテレイおよびブエナ・ビスタの戦いに砲兵準大尉として従軍し、戦闘中の傑出した勇敢さで3度昇進した。1851年から1854年には、ウェストポイントで教官を務めた。1855年、時の陸軍長官ジェファーソン・デイヴィスによって、第2アメリカ騎兵隊（後に第5騎兵隊に改組）の少佐に指名された。1860年8月26日、テキサス州ブラゾス川のクリアフォークでコマンチェ族戦士との衝突中に、顎の近くの肉を通り胸に突き刺さる矢傷を受けた。トーマスは矢を引き抜き、軍医が傷口の手当てをした後で戦い続けた。

## 南北戦争
南北戦争が勃発すると、トーマスの連隊から3人の上官（アルバート・ジョンストン、ロバート・E・リーおよびウィリアム・J・ハーディ）が除隊した。南部生まれの多くの将軍達がその出身州に尽くすか国のために尽くすかで分かれた。バージニア州出身のトーマスは決断に苦しんだが、アメリカ合衆国に留まるという選択をした。妻は北部の生まれであり、トーマス自身が奴隷制を嫌っていたことがこの決断に影響したと思われる。これに反対したトーマスの親兄弟は壁に掛かっていたトーマスの絵を裏返し、手紙を破棄し、二度と話をしなかった（戦後、南部の経済状態が苦しい時に、トーマスは姉妹に金を送ったが、彼女達は怒ってその受け取りを拒否し、兄弟はもういないと宣言した）。それにも拘らず、トーマスは周りからも有る程度疑われながら北軍に留まった。1861年1月18日、サムター要塞の戦いの数ヶ月前、バージニア士官学校の校長職をあてがわれた。しかし、バージニア州知事のジョン・レッチャーからバージニア暫定軍の兵站業務局長になってくれと申し出がありこれを拒絶したとき、脱退推進派側に傾く心が否定された。
トーマスは続けざまに昇進して1861年4月25日に中佐、5月3日に正規軍の大佐、8月17日には志願兵隊の准将になった。第一次ブルランの戦いの時に、シェナンドー渓谷においてロバート・パターソン少将の下で1個旅団を指揮したが、それ以降の任務はすべて西部戦線ということになった。ケンタッキー州東部で独立した部隊を指揮している時に、1862年1月18日、ミルスプリングスの戦いで南軍のジョージ・クリッテンデン将軍とフェリックス・ゾリコッファー将軍の部隊を破り、これが南北戦争では北軍にとって初めての重要な勝ち戦となり、ケンタッキー州東部での南軍の力を弱め、北軍の士気を上げることができた。

### シャイローとコリンス
1861年12月2日トーマス准将はドン・カルロス・ビューエル将軍のオハイオ軍の中で第1師団の指揮を任された。1862年4月7日のシャイローの戦いでは2日目に参陣したが、戦闘が終わった後に到着した。シャイローの勝者ユリシーズ・グラント少将は損失の大きな戦闘であったために厳しい批判を受け、その上官ヘンリー・ハレック少将はそのミシシッピ方面軍を再編成してグラントを野戦の直接指揮官から外した。方面軍の3個軍は分割され、3つの「翼」に再結合された。トーマスは4月25日付けで少将に昇進し、グラントが指揮していたテネシー軍4個師団とオハイオ軍の1個師団からなる右翼の指揮を任された。トーマスはコリンスの包囲戦でこの想定上の軍隊を率いて成功した。6月10日、グラントは元のテネシー軍の指揮官に復帰した。

### ペリービル、ストーンズ川、チカマウガおよびチャタヌーガ
トーマスはビューエルの下に付いた。1862年の秋に南軍の将軍ブラクストン・ブラッグがケンタッキー州に侵入したとき、北軍の最高司令部はビューエルの用心深い傾向に神経を尖らせ、トーマスにオハイオ軍の指揮を提案してきたが、トーマスがこれを拒絶した。トーマスはペリービルの戦いではビューエル軍の副司令官であった。この戦闘は戦術的には引き分けたが、ブラッグのケンタッキー侵攻を止め、自発的にテネシー州に撤退させた。このときビューエルがブラッグ軍を追撃しなかったことで最高司令部は憤懣を募らせ、ウィリアム・ローズクランズ少将に指揮を交代させた。
トーマスはローズクランズの下で、新たにカンバーランド軍と改名された軍の中央軍の指揮を任され、ストーンズリバーの戦いでは退却する北軍の中央を固めて再度ブラッグ軍の勝利を阻止し、印象的な働きを残した。1863年6月22日から7月3日に掛けてのタラホーマ方面作戦では、デシャードからチャタヌーガに向けた操軍で最も重要な部分を担当し、テネシー川を渡った。9月19日のチカマウガの戦いでは、第14軍団の指揮を執り、北軍右翼が崩壊する中でブラッグ軍の猛攻を受ける絶望的な防御戦を再度守り抜いた。トーマスは突破され散り散りになった北軍兵をホースシューリッジで掻き集め、北軍が望みのなくなるまで崩壊するような重大な敗北から救った。カンバーランド軍の野戦士官で、後に大統領になったジェームズ・ガーフィールドが戦闘中にトーマスを訪れ、ローズクランズからの撤退命令を伝えた。トーマスが全軍の安全が確保されるまで守り抜くと言うと、ガーフィールドはローズクランズの所に戻って、トーマスは「岩のように立っている」と伝えた。
戦闘の後で、トーマスは「チカマウガの岩」という渾名で広く知られるようになったが、これは強力な攻撃に対して重要なポイントを死守しようとした彼の決意を表現したものであった。
トーマスは第三次チャタヌーガの戦い直前にローズクランズの後を受けてカンバーランド軍の指揮を執り、1863年11月23日から25日に行われたこの戦いでは、トーマスの部隊がミッショナリーリッジの南軍前線を突破したことが際立ち、北軍の圧倒的な勝利となった。カンバーランド軍は命令を受けていたよりも前進していたので、オーチャード・ノブにいたグラント将軍はトーマスに「誰が前進を命じた？」と尋ねた。トーマスは「私は知らない、私ではない」と答えた。

### アトランタおよびフランクリン・ナッシュビル
1864年春のウィリアム・シャーマン将軍によるジョージア州進攻の中で、カンバーランド軍は6万名以上の軍隊になっており、トーマスの幕僚はシャーマンの全軍のために兵站や工作を担当し、カンバーランドはしけのような新しいものも開発した。1864年7月20日のピーチツリークリークの戦いでは、南軍のジョン・ベル・フッド中将がアトランタ包囲網を破る最初の試みのときに、トーマスの防御陣が相当な被害を与えた。
1864年秋にフッドがアトランタを放棄し、シャーマンの長い通信線に脅威を与え、シャーマンに追撃してくるように仕向けた時、シャーマンはその通信線を棄てて、海への進軍を開始した。トーマスは後に残ってフッド軍とフランクリン・ナッシュビル方面作戦を戦った。トーマスは少なくなった軍隊を連れて、ナッシュビルまでフッド軍との競走になり、ナッシュビルで援軍を受けた。
1864年11月30日の第二次フランクリンの戦いで、ジョン・スコフィールド少将の配下についたトーマス軍の大部分がフッド軍を痛撃し、ナッシュビルに軍隊が集中するまでの間持ちこたえた。ナッシュビルでは、西部のあらゆる地域から引き抜いた部隊にさらに多くの若い部隊や兵站部隊の雇員までも組織化する必要が生じた。その軍隊の準備ができ、氷で覆われた大地が解けて活動ができるようになるまで攻撃を諦めた。北部のグラント将軍その人（この時は全北軍の総司令官）を含む総司令部はこの遅延に我慢ができなくなっていた。ジョン・A・ローガン少将がトーマスと交代するという命令を持って派遣され、その直ぐ後でグラントが個人的に指揮するためにバージニア州のシティポイントから西部への旅を始めた。
トーマスは1864年12月15日にナッシュビルの戦いを始め、2日間の戦闘でフッド軍を事実上破壊した。トーマスは妻のフランシス・ルクレティア・ケロッグ・トーマスに宛てて、次の電報を打ったが、これがトーマスの通信文として唯一残っているものである。「我々は敵を鞭打ち、多くの捕虜とかなりの量の大砲を確保した。」
トーマスはナッシュビルでの勝利の日付で正規軍の少将に昇進し、連邦議会からの感謝状を受け取った。
トーマスはこの勝利で「ナッシュビルの大槌」というもう一つの渾名も貰った。

## 戦後
南北戦争終戦後、トーマスは1869年までケンタッキー州とテネシー州の方面軍指揮を執った。アンドリュー・ジョンソン大統領はトーマスに中将の位を提案した。これは共和党員で後に大統領になるグラントに代えて、トーマスを軍総司令官にする意図であったが、忠義心の篤いトーマスは政党政治に関わりたくなかったので、上院に懇願してその指名を引き下げさせた。1869年、トーマスはサンフランシスコ・プレシディオに本部のあった太平洋師団の指揮官職に就けてくれるよう依頼した。トーマスはプレシディオで彼の軍歴を批判する記事に対して答えを書いている時に卒中で死んだ。血縁の者は誰もその葬儀に出席しなかった。ニューヨーク州トロイにあるオークウッド墓地にその亡骸は埋葬された。

## トーマスの遺産

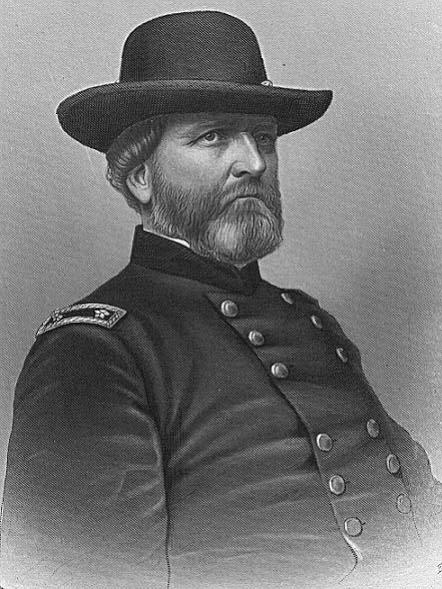
リリアン・バターによるトーマスの肖像画、1877年

ウェストポイントの士官候補生たちはトーマスに「小走りのトーマス」という渾名を付け、この渾名はその評判を落とすために使われた。トーマスは背中を痛めていたために緩り動いたが、精神的には緩りとではなく、几帳面なだけであった。正確な判断と職業的な知識で知られており、一度問題の核心を掴み行動の時だと思えば闊達で素早い行動に出た。
カンバーランド軍の古参兵組織はその存在期間を通じて、戦った結果、その成したこと全てに対して名誉を受けるトーマスを見た。
トーマスは開戦から間もないミルスプリングスの戦いと終戦間近いナッシュビルの戦いの2つの戦闘のみで全軍指揮を執った。どちらも勝ち戦であった。しかし、ストーンリバー、チカマウガ、チャタヌーガ、およびピーチツリークリークの各戦闘におけるその貢献は決定的なものであった。その大きな遺産は近代戦場原理の開発と兵站の統制にある。
トーマスは概して南北戦争の歴史家達には高い評価を受けている。ブルース・カットンとカール・サンドバーグは彼のことを称賛に満ちて書いており、多くの者もグラントやシャーマンに次いで南北戦争における北軍の上位3人の将軍の一人にトーマスを上げている。しかし、トーマスはグラントやシャーマンのように大衆の意識に上ることは無かった。「その人生が印刷されて好奇心の目に曝される」ことを好まないと言って、私的な文書は破棄した。1870年代から多くの南北戦争の将軍達が回顧録を出版し、その決断を正当化し、あるいは古い戦闘を呼び覚ましたが、1870年に死んだトーマスは自身の回顧録を出版しなかった。
グラントとトーマスは、その全容が明らかでない理由で冷たい関係であったが、同時代人の証言は多い。チャタヌーガ方面作戦の前に雨に濡れそぼったグラントがトーマスの作戦本部に到着したとき、トーマスは他の行動に捉われており、副官が注意するまでの数分間将軍の存在に気付かなかった。トーマスが分かっていてやったナッシュビルでの遅延、これは天候のために止むを得ないことであったが、グラントは堪忍袋の緒が切れあやうく交代させるところであった。グラントの『個人的な回想録』ではトーマスの功績を矮小化する傾向があり、特にフランクリン・ナッシュビル方面作戦の時のことを、トーマスの動きが「いつも慎重に過ぎ鈍すぎる。ただし防御は効果的だ」と言っている。
戦中にトーマスに近しかったシャーマンも戦後、トーマスが「鈍い」と繰り返し告発しており、この微かな称賛のある痛罵が20世紀に入ってもチカマウガの岩に対する評価に影響しがちになった。

## トーマスの記念

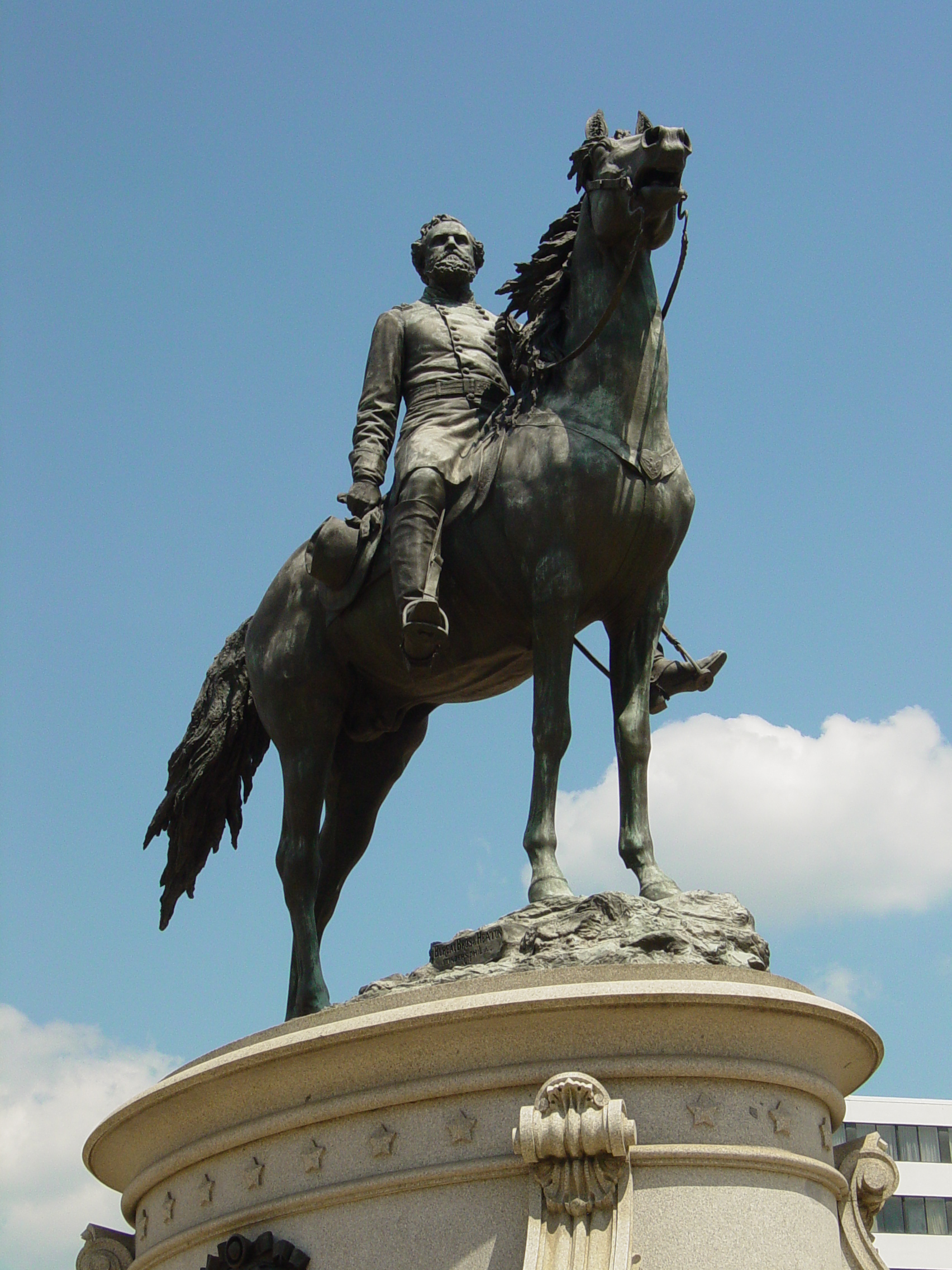
ワシントンのトーマス広場にあるトーマス将軍の銅像

- ケンタッキー州ニューポートの南にある砦はトーマスの名前に因んで名付けられ、今はそこにあるフォート・トーマス市もその名を冠している。
- トーマス将軍を顕彰する碑がワシントンD.C.のその名もトーマス広場に見ることができる[5]。
- トーマスの代表的な版画による肖像が1890年と1891年の紙幣に使われた。この紙幣は「お宝紙幣」と呼ばれ、今日でも広く蒐集の対象となっている。これら希少紙幣は銀行券に現れた詳細版画の素晴らしい例と考える者が多い。
- 1999年、彫刻家ルディ・アヨラの制作になるトーマスの銅像がケンタッキー州レバノンで除幕された[6]。